# روجر ماغنوسون
روجر ماغنوسون (بالسويدية: Roger Magnusson)‏ مواليد 20 مارس 1945 في السويد، هو لاعب كرة قدم سويدي سابق كان يلعب كلاعب وسط.

## المسيرة الاحترافية

### أندية لعب لها
- أتفدابيرجس
- نادي كولن
- يوفنتوس
- أولمبيك مارسيليا
- نادي النجم الأحمر سانت أوين
- نادي هلسينغبورغ

## روابط خارجية
- روجر ماغنوسون على موقع قاعدة بيانات كرة القدم.إي يو (الإنجليزية)
- روجر ماغنوسون على موقع ناشيونال فوتبول تيمز (الإنجليزية)
- روجر ماغنوسون على موقع عالم كرة القدم.نت (الإنجليزية)